# (111561) Giovanniallevi
(111561) Giovanniallevi est un astéroïde de la ceinture principale.

## Description
(111561) Giovanniallevi est un astéroïde de la ceinture principale. Il fut découvert le 5 janvier 2002 à Cima Ekar par le programme Asiago-DLR Asteroid Survey. Il présente une orbite caractérisée par un demi-grand axe de 2,78 UA, une excentricité de 0,09 et une inclinaison de 8,8° par rapport à l'écliptique.

## Compléments